# TV4 Öresund
TV4Nyheterna Öresund var TV4:s lokal-TV-station för Skåneområdet och sänder via Helsingborgssändaren, Hörbysändaren och Malmösändaren. Sedan år 2009 är TV4 Öresund uppdelat i två editioner: TV4 Malmö som sänder via Malmö och Hörby samt TV4 Helsingborg som sänder via Helsingborg.
Stationen började sända den 19 oktober 1992 under namnet TV Skåne, några månader efter att TV4 börjat sända i marknätet. Boo Thorin ledde det första programmet.
Senare ändrades prefixet för kanalen till TV4 Skåne och när Öresundsförbindelsen invigdes sommaren 2000 blev stationen TV4 Öresund. Sommaren 2002 flyttade TV4 Öresund till nya lokaler i centrala Malmö som delades med Kvällsposten.
Programutbudet bestod till en början av lokala underhållningsprogram och nyheter som sändes under eftermiddagar och helgmorgnar, den programtid som lokalstationerna tilldelats. Med tiden kom utbudet att bli mer inriktat på nyheter, lokalstationerna fick sända nyheter på morgonen och sena kvällar. I januari 2006 började TV4 Öresund sända programmet Nyhetsmorgon Halland Öresund som även sänds i TV4 Hallands område. Sista sändningen av Nyhetsmorgon Halland Öresund gick av stapeln den 30 maj 2008. 
Den 16 april 2007 genomförde TV4 en förändring av sina nyhetssändningar och TV-stationens formella namn blev TV4Nyheterna Öresund. Samtidigt gick stationen över till bredbildsformatet. TV4 Öresund visar 6 nyhetssändningar om dagen, fyra på morgonen och två på kvällen.
I oktober 2008 kommer stationens sändningar delas upp när en särskild upplaga för Helsingborg startar. 